# Crédit Agricole
Crédit Agricole (Euronext ACA), és la xarxa de bancs cooperatius i mutus més gran del món. A França, el Crédit Agricole està format pels 39 bancs regionals del Crédit Agricole. El 1990 es va convertir en un grup bancari generalista internacional. Forma part de l'índex CAC 40.